# Thoubal (stad)
Thoubal is een nagar panchayat (plaats) in het district Thoubal van de Indiase staat Manipur. 

## Demografie
Volgens de Indiase volkstelling van 2001 wonen er 41.149 mensen in Thoubal, waarvan 50% mannelijk en 50% vrouwelijk is. De plaats heeft een alfabetiseringsgraad van 69%. 